# Reiherbach (Weser)

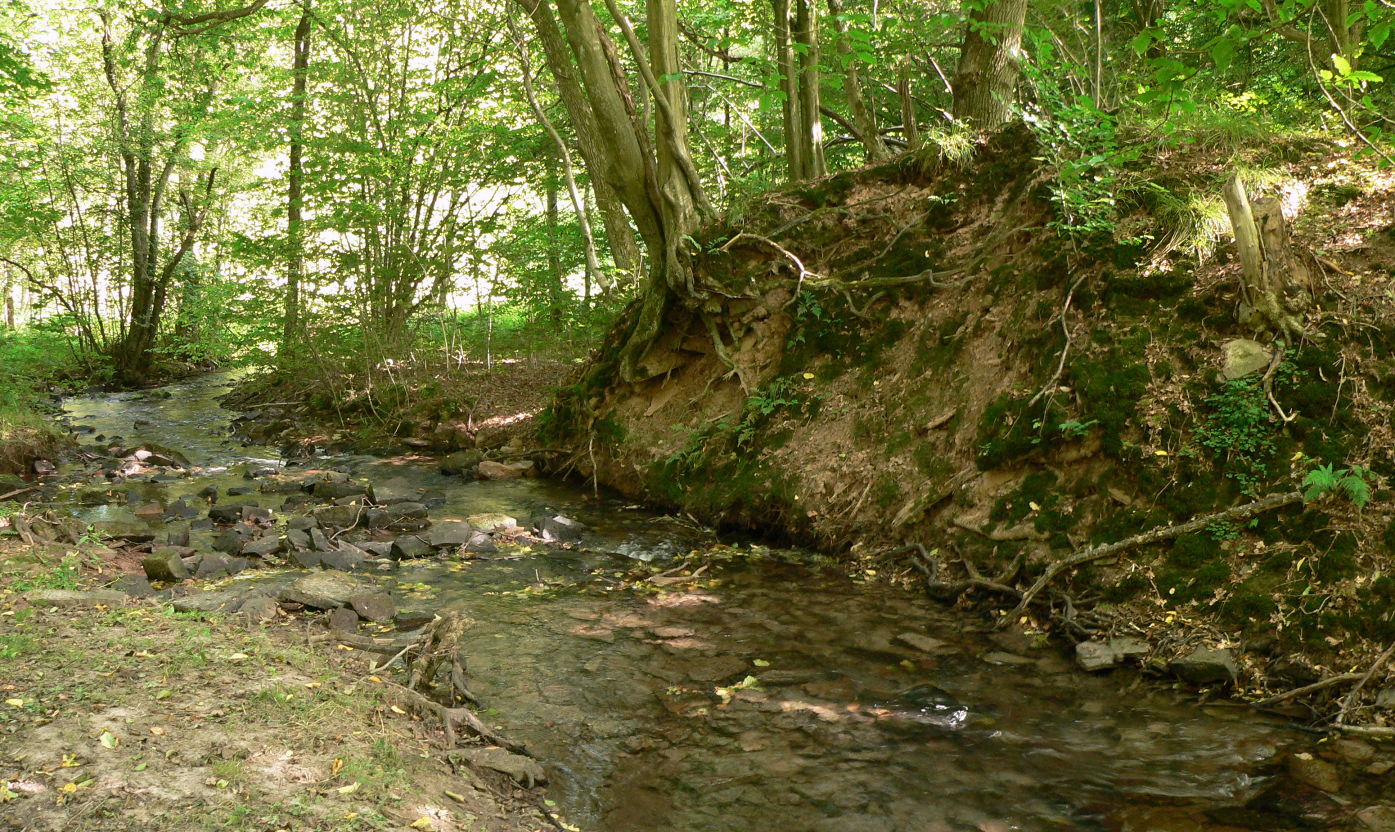
Reiherbach nahe dem Schloss Nienover am Durchstich eines alten Teichdammes

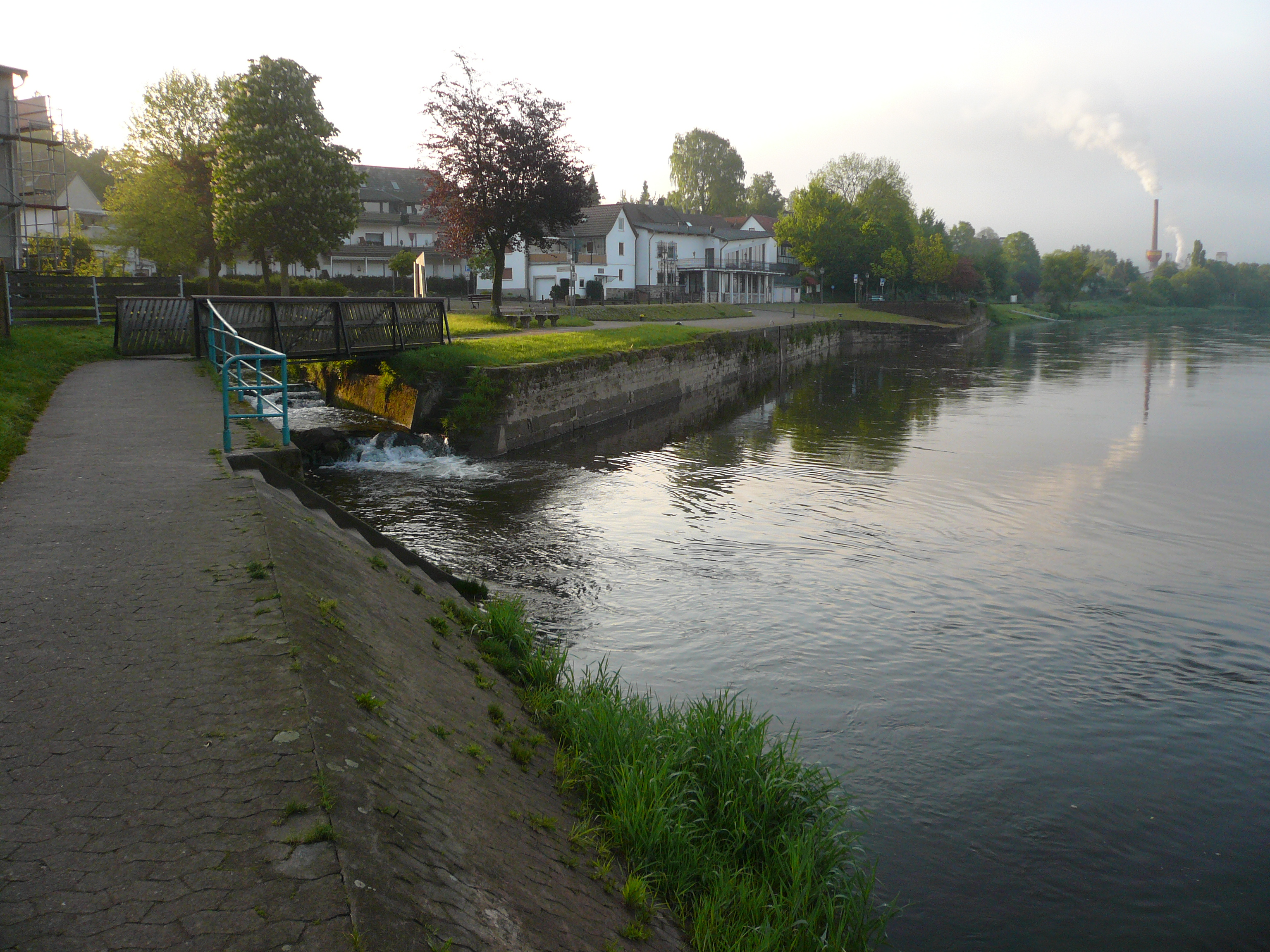
Mündung des Reiherbachs in die Weser bei Bodenfelde

Der Reiherbach ist ein etwa 6 km langer, orografisch rechter und nördlicher Nebenfluss der Weser, der inklusive seiner beiden gleichnamigen Quellbäche im Landkreis Northeim in Südniedersachsen (Deutschland) verläuft.
Der Reiherbach entsteht im Südteil des zum Weserbergland gehörenden Sollings aus der Vereinigung zweier jeweils Reiherbach genannter Quellbäche:
Der von Westen kommende Quellbach (Reiherbach I) entspringt etwa 4,5 km (Luftlinie) westlich von Nienover (nördlicher Gemeindeteil von Bodenfelde) wenige Hundert Meter südöstlich der zu Bodenfelde gehörenden Ansiedlung Winnefeld (Standort des „Forstamts Winnefeld“) auf rund 265 m ü. NN. Er verläuft – die Bundesstraße 241 kreuzend und mehrere Teiche durchfließend – durch die Wälder des „Staatsforsts Winnefeld“ in Richtung Osten nach Nienover.
Der von Nordnordwesten kommende Quellbach (Reiherbach II) entspringt rund 2 km (Luftlinie) nordnordwestlich von Amelith (nördlicher Ortsteil von Bodenfelde) auf knapp 320 m Höhe. Er fließt durch den „Staatsforsts Winnefeld“ (Westen) und den „Staatsforsts Uslar“ (Osten) – Amelith durchfließend und die B 241 kreuzend – in Richtung Südsüdosten nach Nienover.
Ostsüdöstlich des Jagdschlosses Nienover liegt etwa 150 m nach Speisung der „Ribbeschen Mühle“ die Vereinigung beider Reiherbach-Quellbäche. Sie befindet sich etwas westlich der Landesstraße 551, die Amelith im Nordnordwesten über Nienover und Polier (nördlicher Gemeindeteil von Bodenfelde) mit Bodenfelde im Südsüdosten verbindet, auf 172 m Höhe.
Anschließend fließt der Reiherbach in den Südausläufern des Sollings entlang der „L 551“ in südsüdöstlicher Richtung durch ein von Wald gesäumtes Tal, das einen engen Grabenbruch darstellt und in dem die unmittelbar östlich des Bachs gelegene Bodenfelder Ansiedlung Polier liegt; dort befand sich seit 1777 eine Schleifmühle, die mit Bachwasser betrieben wurde und in der Glas der Spiegelglashütte Amelith poliert wurde.
Nach Verlassen dieses Tals tritt der Reiherbach in ein in der Vorgeschichte von der Weser ausgewaschenes, landwirtschaftlich genutztes Tal am Kahlberg ein, um dieses entgegen deren damaliger Stromrichtung östlich des bewaldeten Bergs in Richtung und durch Bodenfelde verlaufend zu durchfließen. Nach Passieren der „Papiermühle“ kreuzt direkt vor dieser Ortschaft etwa in Nordwest-Südost-Richtung in ihrem Abschnitt Bad Karlshafen–Bodenfelde die Sollingbahn.
Unmittelbar nach Durchfließen von Bodenfelde mündet der etwa von Norden kommende Reiherbach an den alten Hafenanlagen („Zur Schlagd“) direkt nach einer Fußgängerbrücke in die von Süden kommende Weser, die dort einen hufeisenförmigen Verlauf aufweist. Seiner auf rund 106 m Höhe gelegenen Einmündung gegenüber befindet sich am Hang des Reinhardswalds die Gemarkung Gewissenruh (nordwestlicher Gemeindeteil von Wesertal) in Nordhessen, wobei die hessisch-niedersächsische Grenze in der Wesermitte liegt.

## Historische Kulturlandschaft
Das Reiherbachtal liegt innerhalb der 5 km² großen historischen Kulturlandschaft Reiherbachtal und Nienover, die von landesweiter Bedeutung ist. Diese Zuordnung zu den Kulturlandschaften in Niedersachsen hat der Niedersächsische Landesbetrieb für Wasserwirtschaft, Küsten- und Naturschutz (NLWKN) 2018 getroffen. Ein besonderer, rechtlich verbindlicher Schutzstatus ist mit der Klassifizierung nicht verbunden.